# Sidi Tiémoko Touré
Sidi Tiémoko Touré a été nommé ministre des Ressources Animales et Halieutiques le 6 avril 2021 dans le premier Gouvernement de Patrick Achi. Il a été reconduit le 20 avril 2022. Il est originaire de la sous-préfecture de Béoumi dont il a été le député de 2016 à 2021

## Biographie
Il est originaire de la sous-préfecture de Béoumi.

### Parcours académique
Né d’une mère au foyer et d’un père journaliste, Sidi Tiémoko Touré est diplômé de l’École Militaire Préparatoire Technique (EMPT) de Bingerville, du Lycée Technique d’Abidjan (LTA), de l’Institut National Polytechnique Houphouët-Boigny de Yamoussoukro (Ex-INSET). Il est aussi titulaire d’un certificat du Programme MUST (Management des Unités Stratégiques) des Hautes Études Commerciales (HEC) de Paris et du Centre d’Étude Diplomatique et Stratégique (CEDS) de Paris. Ingénieur des Techniques Commerciales, il est également titulaire d’un Master en Management et Administration des Entreprises de l’INSTEC (Institut National Supérieur des Techniques Commerciales) et d’un Master en Marketing et Communication de l’ECG (École de Commerce et de Gestion).

### Vie professionnelle
Fort des compétences acquises au cours de ces différentes formations, il mène d’abord une carrière professionnelle dans le secteur privé. Celle-ci le conduira d’abord à la Société Ivoirienne des Emballages Métalliques (SIEM-CMB), puis à la Société de Commercialisation de Matériel Électrique (SOCOMELEC), ainsi qu’à Schneider Electric Afrique de l’Ouest et Centre.

## Carrière politique

### Début en politique
Sidi Tiémoko Touré commence sa carrière politique au Rassemblement des Républicains (RDR) en 1994, l’année de création du parti. Au sein de cette formation, il contribue, auprès du Premier Secrétaire Général du Parti Feu Djeni Kobina, à la mise en place et à l’implantation de la branche jeunesse, à savoir le Rassemblement des Jeunes Républicains (RJR). Ainsi en 1994, il devient Président du RJR section Cocody-Aghien. Deux ans plus tard, il devient Président intérimaire du Bureau Exécutif National de la même organisation. En 2006, Alassane Ouattara, alors Président du Rassemblement des républicains (RDR), le nomme Chef de Cabinet jusqu’en 2011. À la suite de son accession à la magistrature suprême, il devient le Chef de Cabinet du Président de la République, SEM. Alassane Ouattara. À ce titre, il est également membre du Conseil National de Sécurité de Côte d'Ivoire, jusqu’en 2015. En décembre 2017, il occupe le poste de Secrétaire Général Adjoint chargé de la Jeunesse et de l’Insertion Professionnelle des Militants du (RDR). En 2018 il est devient membre du bureau politique du RHDP. Un an plus tard, soit en juillet 2019, il fait son entrée au sein du Directoire du RHDP en qualité de membre.
A ce titre, il assure depuis 2024, la responsabilité nationale et internationale des relations avec les organisations libérales. Il préside pour ce fait, le comité d’organisation des grands rendez-vous des libéraux, d’envergure internationale dénommés « Abidjan Capitale Mondiale du Libéralisme ».

### Entrée au gouvernement
Son entrée au gouvernement se fait en mai 2015 en tant que ministre délégué auprès du Président de la République, chargé de la Promotion de la jeunesse et de l’Emploi des jeunes,. Il est renforcé dans ses fonctions en janvier 2016, en qualité de ministre de la Promotion de la Jeunesse, de l’Emploi des Jeunes et du Service civique dans l’équipe gouvernementale dirigée par Daniel Kablan Duncan,.
En juillet 2018, à la faveur du gouvernement Amadou Gon Coulibaly II, Sidi Tiémoko Touré est nommé ministre de la Communication et des Médias et désigné porte-parole du gouvernement. Le 3 août 2020, il est reconduit au même poste dans le Gouvernement Hamed Bakayoko.
Lorsque le Premier ministre Patrick Achi forme son premier gouvernement en avril 2021, il nomme Sidi Tiémoko Touré au poste de ministre des Ressources animales et halieutiques,.
Le 20 avril 2022, Sidi Tiémoko Touré est reconduit au même poste dans le gouvernement Patrick Achi II.

### Début à l'Assemblée nationale
«STT», comme le surnomment ses sympathisants est le député du Rassemblement des houphouëtistes pour la démocratie et la paix (RHDP) de la circonscription électorale de Ando-Kékrénou, Béoumi et Kondrobo, communes et sous-préfectures, durant la législature de 2016 – 2021.

### Réseau international
Président de l’Organisation de la Jeunesse Libérale de Côte d’Ivoire (OJLCI) en 1998, il devient, en 2003, le Président de l’Organisation de la Jeunesse Libérale Africaine (OJLA) jusqu’en 2007, puis membre du bureau de la Fédération International des Jeunes Libéraux et Radicaux (IFLRY) avant d’occuper le poste de Trésorier de l’International Libérale entre 2012 et 2013. Ces positions lui permettent de tisser un important réseau international dans la famille des libéraux, sur tous les continents, et d’obtenir leur solidarité et leur mobilisation pour les batailles politiques au plan local et international. Ce qui l’amène à co-fonder le Centre d’Etudes Prospectives (CEP), qui est un think tank destiné à la promotion des politiques de développement. Les domaines d’intervention du Centre sont divers et couvrent l’ensemble des politiques économiques et sociales, notamment la transformation structurelle et l’industrialisation, les relations internationales, la paix et la cohésion sociale, la bonne gouvernance, l’accès aux services sociaux de base et la promotion de l’emploi décent, surtout pour les jeunes et les femmes.

## Distinctions
Commandeur dans l’ordre national, Sidi Tiémoko Touré est également Commandeur de l’ordre du Mérite de la Communication, Commandeur de l’ordre du Mérite Agricole en Côte d’Ivoire et Commandeur dans l'ordre du Mérite de la Fonction Publique.